# Ehrenplakette des Luftgaustabes Finnland
Die Ehrenplakette des Luftgaustabes Finnland war eine nichttragbare Auszeichnung der deutschen Luftwaffe während des Zweiten Weltkrieges, die vom General der Flieger Julius Schulz 1942 für die Angehörigen des Luftgaustabes Finnland gestiftet wurde. Die Verleihung der Ehrenplakette erfolgte bei besonderer Bewährung. Der Luftgaustab Finnland bestand von Anfang 1940 bis August 1941 und wurde dann erst in das Luftgau-Kommando Finnland und später in den Kommandierender General der Deutschen Luftwaffe in Finnland umbenannt.
Die aus Bronzeguss hergestellte Plakette ist 165 mm hoch, 118 mm breit und zeigt in ihrer Gesamtdarstellung ein angedeutetes Erdenrund mit einem Polarkreis mit der Skandinavischen Halbinsel. Der Staat Finnland wird dabei von einem Sonnenstrahl erhellt. Die anderen drei restlichen Sonnenstrahlen verlieren sich hinter dem Globus. Am wolkenverhangenen Himmel selbst prangt das Hoheitsabzeichen der Luftwaffe. Der untere Teil der Plakette zeigt hingegen die vierzeilige Inschrift: FÜR BESONDERE BEWÄHRUNG / DER KOMMANDIERENDE GENERAL / DES LUFTGAUSTABES FINNLAND sowie das Jahr der Verleihung der Plakette 1942. Es sind auch Exemplare mit der Jahreszahl 1943 und 1944 bekannt geworden. Trotz der Umbenennung der ursprünglichen Dienststelle blieb die Bezeichnung als Luftgaustab Finnland gleich. Die Rückseite ist, abgesehen von der eingeschlagenen Matrikelnummer, glatt und zeigt am oberen Kopf eine Aufhängevorrichtung, durch die ein Nagel oder dergleichen getrieben werden kann. Die bisher ermittelte Höchstverleihungszahl betrug 1151 Stück, wobei der Beliehene die Plakette mit einer Urkunde im Format DIN A5 überreicht bekam.